# Griffo
Griffo pseudonimo di Werner Goelen (Wilrijk, 21 maggio 1949) è un fumettista belga.

## Biografia
Fra il 1996 e il 1997 esegue i disegni per gli album del ciclo Cinjis Qan con la sceneggiatura di Patrick Cothias e pubblicati dalla casa editrice francese Glénat (casa editrice).
Il 14 maggio 2009, per l'insieme delle sue opere gli viene riconosciuto il titolo di "cavaliere delle arti e delle lettere" da parte del Ministero della cultura francese.
.

## Opere

### Fumetti
In Italia sono stati pubblicati:
Ciclo: Gengis Khan
- L'eterno cielo blu (L'Éternel ciel bleu, 1996)
- L'ombra dei conquistatori ( L'ombre des conquérants, 1996)
- La collera di lupo blu ( La colère du loup bleu, 1997)

pubblicati in Italia nel Volume: Historica - Gengis Khan -  Il giovane Temujin, (Mondadori 2013) ISBN 9788877599100
Ciclo: Empire USA
- Episodio 1 (Tome 1, 2008)
- Episodio 2 (Tome 2, 2008)

pubblicati in Italia nel Volume: EmpireUSA - Attacco all'America, (Mondadori Comics, 2014) ISBN 9788869260414
- Episodio 3 (solo copertina Tome 3, 2008)
- Episodio 4 (Tome 4, 2008)

pubblicati in Italia nel Volume: EmpireUSA - I traditori, (Mondadori Comics, 2014) ISBN 9788869260506
- Episodio 5 (solo copertinaTome 5, 2008)
- Episodio 6 (solo copertinaTome 6, 2008)

pubblicati in Italia nel Volume: EmpireUSA - La colpa e il riscatto, (Mondadori Comics, 2014) ISBN 9788869260636